# Transfert électronique de fonds
Pour les articles homonymes, voir TEF et EFT.
Le transfert électronique de fonds ou TEF (en anglais, electronic funds transfer ou EFT) est un transfert électronique d'argent d'un compte bancaire à un autre, soit au sein d'une même institution financière, soit entre deux institutions, via des systèmes informatiques, sans intervention directe du personnel de l'institution financière.
Selon la loi américaine de 1978 sur les transferts de fonds (Electronic Fund Transfer Act (en)), il s'agit d'un transfert de fonds initié par un terminal électronique, un téléphone, un ordinateur (incluant un site de services bancaires en ligne) ou un guichet automatique, dans le but d'autoriser un établissement financier à débiter ou créditer le compte d'un client.

## Les types
Les transferts électroniques de fonds incluent, sans toutefois s'y limiter  :
- les transferts par guichets automatiques ;
- les dépôts directs d'une somme, effectués par virement, provenant de prestations, de salaires, de pensions, etc., dans le compte d'un bénéficiaire en vertu d'une entente conclue à cette fin entre les parties intéressées ;
- les prélèvements bancaires automatiques par lesquels une entreprise débite les comptes bancaires du consommateur pour le paiement de biens ou de services ;
- les transferts initiés par téléphone ;
- les transferts résultant de transactions par carte de crédit, carte de débit ou carte prépayée ;
- les virements bancaires via un réseau bancaire international tel que SWIFT ;
- paiements instantanés ;
- les paiements de facture électroniques dans un service de banque en ligne.